# CH2M Hill
CH2M Hill, auch unter der Kurzform CH2M bekannt, ist ein US-amerikanischer Ingenieurdienstleister mit Hauptsitz im Bundesstaat Colorado. CH2M bietet Beratungsleistungen sowie Design- und Projektierungsdienstleistungen an. Das Unternehmen ist weltweit an mehreren Großprojekten der Bereiche Infrastruktur, Industrie und Energie beteiligt und gehört zu den größten Regierungsauftragnehmern in den Vereinigten Staaten.
Das Unternehmen wurde 1946 von den Universitätsabsolventen Holly Cornell, Jim Howland und Burke Hayes zusammen mit einem ihrer Professoren, Fred Merryfield, in Corvallis im Bundesstaat Oregon gegründet. Aus den Initialen ihrer Nachnamen entstand die Abkürzung CH2M. Wann die Umbenennung vollzogen wurde, ist nicht bekannt. Ab den 1960er Jahren arbeitete CH2M an größeren Projekten für Abwasserwiederaufbereitungsanlagen. Weitere internationale Großprojekte folgten in den späteren Jahrzehnten. Bis 2005 war das Unternehmen maßgeblich am Rückbau der Rocky Flats Plant beteiligt, die ehemals Anlagen für den Bau von Nuklearwaffen beherbergte. CH2M wurde im Dezember 2017 durch die Jacobs Engineering Group übernommen.